# Юліус Ауспітцер
Юліус Ауспітцер (нім. Julius Auspitzer, 20 листопада 1853 року 
(Відень, Австрія) — 26 червня 1917 року
Мюнхен, Верхня Баварія, Баварія, Німеччина) — німецький промисловець разом з Карлом Раппом співзасновник і власник компанії Rapp Motorenwerke GmbH яка згодом змінила назву і стала Bayerische Motoren Werke AG.